# Río Paria

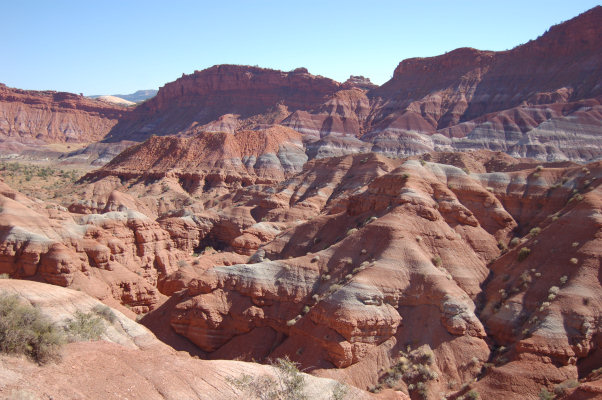
Cañón del Paria.

El río Paria (del inglés: 'Paria River') es un río tributario del río Colorado. Posee una longitud de 121 kilómetros que discurre por el sur de Utah y el norte de Arizona, en Estados Unidos. Atraviesa una región árida y gran parte de su recorrido lo hace a través de estrechos cañones.